# Palpita contrangusta
Palpita contrangusta là một loài bướm đêm trong họ Crambidae.